# 熊澤玄徳
熊澤 玄徳（くまざわ げんとく、1991年6月10日 - ）は、日本の男性声優。長野県出身。AIR AGENCY所属。

## 略歴
日本ナレーション演技研究所、AIR AGENCY声優養成所出身。

## 人物
趣味として絵を描くこと、ゲーム、ジョギングをそれぞれ挙げている。また、特技として剣道、ヘアカット&セット、レジの早打ちをそれぞれ挙げている。
声優になろうと思ったきっかけの作品は『BLACK CAT』のドラマCD。

## 出演

### テレビアニメ
2019年
- モブサイコ100 II（朝日豪）
- 文豪ストレイドッグス（羊のメンバーC）

2020年
- 池袋ウエストゲートパーク（レッドエンジェルスE）

2021年
- WIXOSS DIVA(A)LIVE（男性C、お客B、男性B）
- イジらないで、長瀞さん（男性）
- RE-MAIN（剣道部員B）

2022年
- ヒーラー・ガール（町内会の人々）
- VAZZROCK THE ANIMATION（役者C）

2023年
- お隣の天使様にいつの間にか駄目人間にされていた件（男子生徒）
- 僕の心のヤバイやつ（今村）
- ホリミヤ -piece-（男子生徒A）
- SHY（野球部員）

2024年
- 悪役令嬢レベル99 〜私は裏ボスですが魔王ではありません〜（男子生徒）
- 2.5次元の誘惑（客B）
- アオのハコ（2024年 - 2025年、部員）
- ダンジョンに出会いを求めるのは間違っているだろうかV 豊穣の女神篇（人々）
- アイドルマスター シャイニーカラーズ 2nd season（観客）
- トリリオンゲーム（面接者）
- やり直し令嬢は竜帝陛下を攻略中（試験官B）

2025年
- ハニーレモンソーダ（関）
- SAKAMOTO DAYS（客）
- 紫雲寺家の子供たち（通行人A）

### 劇場アニメ
- 劇場版 はいからさんが通る 前編 〜紅緒、花の17歳〜（2017年）
- 劇場版 からかい上手の高木さん（2022年）

### ゲーム
- ダンまち〜メモリア・フレーゼ〜（時期不明）
- 巨影都市（2017年）
- 逆転オセロニア（2017年、リンド[14]）
- エターナルリンケージ 〜蒼穹のアムネシア〜（2019年、エイリーク[15]）
- 蒼天のスカイガレオン（2019年、鳳凰、ガンダルヴァ、フォルセティ、フギン、ケンダッパ）
- キャプテン翼 RISE OF NEW CHAMPIONS（2020年、プレイヤーキャラクター）

### ドラマCD
- ドSおばけが寝かせてくれない（正志）
- 魔彼 天編 4巻（天使A）

### デジタルコミック
- BUILD KING（2020年 - 2021年、レンガ）
- 会長様とひよこちゃん（2020年、桐生圭）
- 文殊史郎兄弟（2020年、部下[16]）
- 灼熱のニライカナイ（2021年、同僚[17]）
- 木曜日のラジオスター（2021年、谷山、矢納匠[18]）
- 春日井くんは、妄想JKと××したい（2022年、春日井一樹[19]）
- 箱庭のマグリス（2022年、ガルマ[20]）
- 悪役令嬢は推しカプのために婚約破棄をご所望です（2022年、ルーカス・ハートウェル[21]）
- 騎士団長は元メガネ少女を独り占めしたい（2022年、アルベルト[22]）
- 神騙りにさよならを（2023年、一颯[23]）

### 吹き替え
- ゴースト・ブライド（英語版）（ヴァンヤ、ティホン）
- THE QUAKE ザ・クエイク（ノルウェー語版）（ソンドレ、ドライバー、リポーター）
- デッドトリガー（クリス・ノートン）

### 舞台
- アメツチ 舞台版「あやかしむすび」（2020年予定、渋谷区文化総合センター大和田 伝承ホール）[24]